# Józef Cieśla (oficer)
Józef Cieśla (ur. 4 marca 1898 w Olszynach, zm. 20-22 kwietnia 1940 w Katyniu) – porucznik intendent Wojska Polskiego, kawaler Krzyża Walecznych, ofiara zbrodni katyńskiej.

## Życiorys
Urodził się 4 marca 1898 roku w Olszynach, w ówczesnym powiecie brzeskim Królestwa Galicji i Lodomerii, w rodzinie Wojciecha i Rozalii . Był żołnierzem Legionów Polskich, a następnie służył w II Korpusie Polskim w Rosji. 
Po powrocie do Polski wstąpił w 1918 roku do Wojska Polskiego. Służył w 5 batalionie sanitarnym, Szpitalu Rejonowym w Tarnowie, 5 Szpitalu Okręgowym, Szefostwie Saperów Okręgu Korpusu nr III. Był absolwentem Oficerskiej Szkoły Administracji. 15 lipca 1927 roku Prezydent RP Ignacy Mościcki mianował go podporucznikiem ze starszeństwem z dniem 15 lipca 1927 roku i 36. lokatą w korpusie oficerów administracji, dział gospodarczy, a minister spraw wojskowych wcielił do kadry Departamentu Inżynierii z równoczesnym przydziałem do Okręgowej Składnicy Inżynieryjnej w Grodnie (później Pomocniczej Składnicy Inżynierii). 15 sierpnia 1929 roku został awansowany na porucznika ze starszeństwem z dniem 15 lipca 1929 i 48. lokatą w grupie oficerów administracji, grupa gospodarcza. W marcu 1932 roku został przeniesiony do 5 dywizjonu taborów w Bochni. Z dniem 15 sierpnia 1933 roku został przeniesiony do korpusu oficerów intendentów. W lipcu 1935 roku został zwolniony z zajmowanego stanowiska i oddany do dyspozycji dowódcy Okręgu Korpusu Nr V. Następnie został przeniesiony do rezerwy, przydział: OK III. Pracował w Dyrekcji Okręgowej Kolei Państwowych w Katowicach, w których również mieszkał.
W czasie kampanii wrześniowej 1939 roku, po agresji ZSRR na Polskę, w nieznanych okolicznościach wzięty do niewoli przez Sowietów. Osadzono go w obozie jenieckim w Kozielsku i między 19 a 21 kwietnia 1940 roku przekazano do dyspozycji naczelnika smoleńskiego obwodu NKWD – lista wywózkowa LW 035/3 poz. 84, akta osobowe nr 4557 z 16 kwietnia 1940 roku. Został zamordowany między 20 a 22 kwietnia 1940 roku przez funkcjonariuszy NKWD w lesie katyńskim i pogrzebany w bezimiennej mogile zbiorowej, gdzie od 28 lipca 2000 roku mieści się oficjalnie Polski Cmentarz Wojenny w Katyniu. W miejscu tym prowadzone były ekshumacje i prace archeologiczne. W 1943 roku zidentyfikowano go podczas ekshumacji prowadzonej przez Niemców – dosł. określony jako Cisły Józef (zapis w dzienniku ekshumacji pod datą 26 maja 1943 roku, figuruje na liście AM i liście Komisji Technicznej PCK pod numerem 3389). Przy jego zwłokach zostały odnalezione: leg. służb., leg. ofic. oraz odznaka Piłsudskiego.

## Upamiętnienie
5 października 2007 roku minister obrony narodowej Aleksander Szczygło mianował go pośmiertnie na stopień kapitana. Awans został ogłoszony 9 listopada 2007 roku w Warszawie, w trakcie uroczystości „Katyń Pamiętamy – Uczcijmy Pamięć Bohaterów”.  
Symboliczny nagrobek na cmentarzu wojennym nr 286 w Olszynach.

## Ordery i odznaczenia
- Krzyż Walecznych[28][1] [29]
- Medal Niepodległości – 16 marca 1937 roku „za pracę w dziele odzyskania niepodległości”[30]